# Spitzentuch-Quadrille
Die  Spitzentuch-Quadrille ist eine Quadrille von Johann Strauss Sohn (op. 392). Sie wurde am 23. Januar 1881 im Konzertsaal des Wiener Musikvereins unter der Leitung von Eduard Strauß erstmals aufgeführt.

## Einzelnachweis
1. ↑  Quelle: Englische Version des Booklets (Seite 99) in der 52 CDs umfassenden Gesamtausgabe der Orchesterwerke von Johann Strauß (Sohn), Hrsg. Naxos (Label). Das Werk ist als siebter Titel auf der 37. CD zu hören.